# Gothic 3
Gothic 3 är ett RPG utvecklat av Piranha Bytes och utgivet av JoWooD Productions. Spelet släpptes 2006. Spelet har fått mycket kritik på grund av ett flertal buggar och tekniska problem. Därför går det nu att ladda hem en retail-patch till spelet. Spelet uppdateras till version 1.70 och äntligen kan man nu välja att aktivera antialiasing.

## Handling
Världen Myrtana har blivit ockuperad av orcher, och människorna har förlorat sitt herravälde, många har bosatt sig i skogen som rebeller eller så har de gått med orcherna. Orcherna blev skickade till Myrtana av trollkarlen Xardas för att hitta fem stycken artefakter.